# Ольховец (Киевская область)
Ольхо́вец (укр. Вільховець) — село, входит в Богуславский район Киевской области Украины.
Население по переписи 2001 года составляло 616 человек. Почтовый индекс — 09742. Телефонный код — 4561. Занимает площадь 6,5 км². Код КОАТУУ — 3220685301.

## Местный совет
09723, Киевская обл., Богуславский р-н, с. Ольховец

## История
В XIX веке село Ольховец было волостным центром Ольховецкой волости Каневского уезда Киевской губернии, во владении графа Браницкого. В селе была Николаевская и Михайловская церковь.  Священнослужители Михайловской церкви:
- 1799 — священник Андрей Колтановский
- 1843 — Колтановский

В селе в 1920 году происходила продразверстка и гражданская война, о чем в 1968 году была написана повесть "Хліб насущний – червоний Архивная копия от 29 декабря 2018 на Wayback Machine".